# Терморозміцнення гірських порід
Термо-розміцнення гірських порід — метод традиційного видобутку корисних копалин, який найчастіше використовувався з доісторичних часів до Середньовіччя.

## Загальний опис
Метод терморозміцнення гірських порід описаний і проілюстрований у творі Георгія Агріколи «De Re Metallica» (1556) — Див. ілюстрацію праворуч.
Вогнища розпалювали біля скелі, щоб нагріти камінь, який потім обливали рідиною, що призводило до його руйнування внаслідок теплового удару. Швидке нагрівання саме по собі викликає тепловий шок — без подальшого охолодження — створюючи різний ступінь розширення в різних частинах породи (та в інших матеріалах). На практиці швидке охолодження могло бути корисним або не корисним для досягнення бажаного ефекту. Деякі експерименти показали, що вода (або будь-яка інша рідина) не мала помітного впливу на породу, а радше допомагала шахтарям просуватися вперед, швидко охолоджуючи ділянку після пожежі. Цей метод найкраще застосовувати у відкритих шахтах, де дим і пара могли безпечно розсіюватися. Цей метод був дуже небезпечним у підземних виробках без належної вентиляції. Метод став значною мірою зайвим зі зростанням використання вибухових речовин.
Хоча термо-розміцнення часто використовувалося до сучасності, з того часу воно застосовується епізодично. У деяких регіонах світу, зокрема в Африці та Євразії, розпалювання вогню використовували до 19-го та 20-го століть. Його застосовували там, де порода була занадто твердою для свердління отворів сталевими бурами для вибухових робіт, або коли це було економічно вигідно через дешевизну деревини.

## Інтернет-ресурси
- Fire-setting at Alderley edge copper mines
- Fire-setting in ancient Egyptian gold mines ([Архівовано 2013-01-12 у Wayback Machine.])
- "Fire-setting in ancient Indian mines"[недоступне посилання з 01.08.2024]